# 伊香立村
伊香立村（いかたちむら）は、滋賀県滋賀郡にあった村。現在の大津市伊香立各町にあたる。

## 地理
- 山岳：霊仙山
- 河川：真野川、世渡川、融川、乗馬川、和邇川
- 峠：途中越、花折峠

## 歴史
- 1889年（明治22年）4月1日 - 町村制の施行により、南庄村・生津村・上在地村・下在地村・北在地村・向在地村・途中村・上竜華村・下竜華村の区域をもって発足。
- 1955年（昭和30年）4月1日 - 仰木村・堅田町・真野村・葛川村と合併し、改めて堅田町が発足。同日伊香立村廃止。

## 交通

### 道路
- 鯖街道（現・国道367号）